# Sakura Schafer-Nameki
Pour les articles homonymes, voir Schafer.
Sakura Schafer-Nameki est une physicienne mathématicienne allemande travaillant dans le domaine de la théorie des cordes et de la théorie de jauge supersymétrique. Elle travaille à l'université d'Oxford en tant que professeure de physique mathématique au Mathematical Institute (en) et en tant que tutorial fellow du Wadham College d'Oxford.

## Enfance et éducation
Bien qu'en partie d'origine japonaise, Schafer-Nameki est originaire de Souabe en Allemagne. Elle a étudié la physique et les mathématiques à l'université de Stuttgart de 1995 à 1998. Après être venue à l'université de Cambridge pour le Mathematical Tripos, qu'elle a réussi avec distinction en 1999, elle est restée à Cambridge pour des études doctorales. Elle a terminé son doctorat en 2003; sa thèse, intitulée D-Branes in Boundary Field Theory, a été supervisée par Peter Goddard (en). 

## Carrière
Après avoir terminé son doctorat, Schafer-Nameki est devenue chercheuse postdoctorale à l'université de Hambourg, boursière postdoctorale au California Institute of Technology et boursière postdoctorale senior à l'Institut Kavli de physique théorique. Elle a pris un poste de chargée de cours au King's College de Londres en 2010 et a été promue lectrice en 2014. En 2016, elle a déménagé à Oxford en tant que professeure de physique mathématique et tutrice au Wadham College,. 

## Prix et distinctions
En 2001 elle est lauréate du prix Rayleigh–Knight